# ぴーたんぱん
『ぴーたんぱん』は、MBSラジオで2013年度ナイターオフ期間（2013年11月10日 - 2014年3月30日）の毎週日曜日17:59 - 19:00に放送していた情報・バラエティ番組。近藤夏子（シンガーソングライター）と亀井希生（毎日放送アナウンサー）がパーソナリティを務めたことから、放送上は「近藤夏子と亀井希生のぴーたんぱん」（こんどうなつことかめいまれおの - ）というタイトルも用いていた。

## 概要
『情報どっか〜んライブ!ホームランラジオ』（MBSラジオで2011年度のナイターオフ期間に放送された平日夜間の生ワイド番組）の木曜日において、軽快かつ絶妙な掛け合いを披露してきた近藤と亀井が、2シーズン振りにレギュラーで共演する番組。タイトルのぴーたんぱんには、ピーターパン症候群にちなんで、「オトナになりたがらないオトナ（の近藤と亀井がお送りする番組）」というニュアンスを込めている。
当番組のコンセプトは、「この番組を聴けば、明日から始まる新たな1週間がきっと待ち遠しくなる!」。1週間の始まりでとかく憂鬱になりがちな日曜日の夕方に、近藤と亀井によるテンションの高いトークを通じて、向こう1週間を楽しく前向きに過ごすための情報やアイデアを提供した。また、トークの合間には、近藤の楽曲を毎回数曲放送。放送中に近藤が持ち歌を披露することもあった。

## 放送時間
- 2013年11月10日 - 2014年3月30日 毎週日曜日17:59 - 19:00

## 出演者
- 近藤夏子（1985年生まれ、放送上の呼称は「夏ちゃん」）
- 亀井希生（1967年生まれ、放送上の呼称は「亀井さん」）
  - 『情報どっか〜んライブ!ホームランラジオ』の木曜日では、亀井が「パーソナリティ」、近藤が「お相手さん（パートナー）」という肩書でレギュラーを務めていた。
  - 2014年最初の放送（1月5日）では、近藤と『ENT』（MBSテレビのエンターテイメント情報番組）で共演中の浅越ゴエ（ザ・プラン9）がスペシャルゲストとして登場。新春特別企画として放送した「2014年来るのはこいつらだ!浅越ゴエおすすめ　ピン芸人祭り」では、ヒューマン中村、堀川絵美、馬と魚が持ちネタを披露した。

## 放送内容
「　」は放送上のコーナータイトル。
オープニングとエンディングには「日曜日よりの使者」（THE HIGH-LOWS）、コーナーの合間には近藤の楽曲を流していた。
- 「もぎたてぴーたんぱん」
  - 家族・恋人・友達と一緒に、あるいは1人でも行きたくなるような関西地方のイベント情報や、思わず他人に語りたくなるような話題を亀井が数本紹介。近藤が随時コメントをはさんでいた。
- 「夏子、希生のひ・ま・つ・ぶ・し」
  - 近藤と亀井が、自身の趣味や体験を基に、「ひまつぶし」に適したエンターテイメント（新作映画・新刊本・ゲームなど）の魅力を週替わりで語るコーナー。近藤がタイトルコールの最後で、2020年夏季オリンピックの東京招致につながった第125次IOC総会（2013年9月）における滝川クリステルのスピーチ（同年の「新語・流行語大賞｣を受賞）風に「ひ・ま・つ・ぶ・し　ひまつぶし」とささやくことが特徴。
- 「夏子のい～のい～の」
  - リスナーから当番組の公式メールアドレス（pi@mbs1179.com）に送られた悩みの相談に、近藤と亀井が全力で前向きに答えるコーナーで、放送上のタイトルは「日本一前向きな人生相談　夏子のい～のい～の」。回答後には、相談の内容に応じて近藤が選んだ自身の楽曲を流すか、近藤が自ら歌を披露していた。コーナータイトルの「い～のい～の」は、『近藤夏子1』（2011年6月8日に発表された近藤のオリジナルアルバム第1弾）に収められた同名の楽曲にちなむ。
- 「ちょっぴりオトナの心理テスト」
  - 本編のラストコーナーで、リスナーによる応用を想定しながら、亀井が週替わりでさまざまな心理テストを出題。近藤に回答させたうえで、テストの目的や回答の意味を解説していた。
- 「ぴーたんぱんじゃんけん」
  - 本編終了後の18:58頃に放送されるミニ企画で、近藤だけ出演。当番組と同じ時間帯にテレビ（関西地方では関西テレビ）で放送されている『サザエさん』の次回予告と同じ要領で、近藤がリスナーに向かって声でじゃんけんの手を伝えた。その後に、「勝った人も負けた人もあいこだった人も、これから始まる1週間が素敵な1週間になりますように!」という言葉を明るい口調で告げることによって、番組を締めくくっていた。

## 関連番組
- 情報どっか〜んライブ!ホームランラジオ（近藤・亀井が初めて共演したMBSラジオの番組）
- 亀山つとむのかめ友 Sports Man Day（MBSラジオで毎週月曜日に当番組と同じ時間帯で放送中の通年番組、亀井が亀山のパートナーとしてレギュラー出演）
- 茶屋町プレミアムナイト（MBSラジオが2013年度ナイターオフ期間の火 - 金曜日に放送中の自社制作・生ワイド番組の共通レーベル、対象番組では放送時間の一部が当番組と重複）
- withタイガース　カワスポサタデー運動部!（MBSラジオが2013年度ナイターオフ期間の毎週土曜日に、当番組と同じ時間帯で放送）